# نادي باريس سان جيرمان للملاكمة

'''نادي باريس سان جيرمان للملاكمة'''، والمعروف باسم '''باريس سان جيرمان''' ( ) والمعروف باسم بي إس جي للملاكمة، كان نادٍ فرنسي للملاكمة المحترفة تأسس في عام 1992، ومقره في مدينة باريس في فرنسا. كان النادي هو دائرة الملاكمة في باريس سان جيرمان حتى عام 1997. 
بمبادرة من الملاكم الفرنسي المحترف السابق جان كلود بوتيير، تم تدريب ملاكمي بي إس جي في صالة رياضية للملاكمة تقع داخل بارك دي برنس . بي إس جي للملاكمة مُشَكّل مِن رئيس النادي بوتيير، والمديران رينيه أكوافيفا وجيلبرت ديليه، والملاكمين فيليب ديسافوي، وجمال ليفا، وجوليان لورسي، وحسين شريفي، وباتريس عويسي، ولودوفيك بروتو، وفيليب ميشيل، وجان كلود مبايه وخالد رحيلو . 
في خمس سنوات فقط، فاز ملاكمو باريس سان جيرمان بست بطولات فرنسية وثلاث بطولات أوروبية وبطولة عالمية واحدة. ومع ذلك، أدى رحيل رينيه أكوافيفا في عام 1997 وعدم وجود دعم من اتحاد الملاكمة الفرنسي إلى قيام النادي الأم باريس سان جيرمان بحل فريق باريس سان جيرمان للملاكمة في وقت لاحق من نفس العام. 

## تاريخ

### السنوات الأولى والألقاب الفرنسية
في سبتمبر 1992، بعد بضعة أشهرمن أنشاء قسم كرة السلة والكرة الطائرة وكرة اليد والجودو، أنشأ باريس سان جيرمان قسم الملاكمة تحت إشراف جان كلود بوتيير، بطل أوروبي سابق في الوزن المتوسط في السبعينيات. تحت قيادة مدير فريق الملاكمة الفرنسي السابق رينيه أكوافيفا، انضم خمسة ملاكمين إلى باريس سان جيرمان للملاكمة: فيليب ديسافوي، جمال ليفا، جوليان لورسي، حسين شريفي، وباتريس عويسي. 
شارك هؤلاء الخمسة في دورة الألعاب الأولمبية الصيفية لعام 1992 في برشلونة، إسبانيا، قبل إنضمامهم لباريس سان جيرمان. في سبتمبر 1993، افتتح جان كلود بوتييه صالة رياضية للملاكمة داخل بارك دي برينس، بالإضافة إلى تعيين جيلبرت ديلي بطل رابطة الملاكمة العالمية السابق في وزن الوسط. 
في أوائل عام 1994، أصبح ملاكمان من باريس سان جيرمان ابطالاً لفرنسا - ليفا والعويسي - بينما غاب ملاكم آخر، وهو الشريفي، وغادر النادي بسرعة. في مايو، أكد رئيس النادي بوتيير أن باريس سان جيرمان للملاكمة سيرحب بملاكمين آخرين. في وقت لاحق من ذلك العام، قام النادي بإستقطاب لودوفيك بروتو، فيليب ميشيل، تشيمانجا مباي والبطل الأوروبي الحالي في الوزن الخفيف خالد رحيلو . 

### النجاح الأوروبي

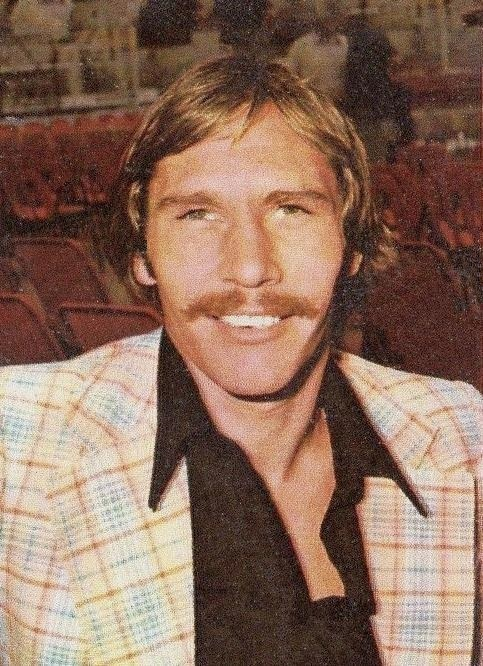
رئيس النادي السابق جان كلود بوتييه.

في مارس 1995، أصبح العويسي أول بطل أوروبي في باريس سان جيرمان. بعد تغلبه على المقاتل الأوكراني ألكسندر جورجوف في الجولة الثالثة في بطولة الوزن المتوسط. في أكتوبر 1995، واجهة فيليب ميشيل الملاكم الألماني داريوش ميتشالتشوسكي في لقب الوزن الخفيف الوزن الثقيل (منظمة الملاكمة العالمية)، وخسر بقرار إجماعي(من الحكام) . في الجانب الآخر حظي كل من لورسي ورحيلو بعامٍ أفضل. قام الأول بجولة ناجحة في الولايات المتحدة، بينما دافع الآخر بنجاح عن لقبه الأوروبي في سبتمبر، حيث فاز بالضربة القاضية ضد الدنماركي سورين فيوردباك سونديرغارد . 
في فبراير 1996، جرب جمال ليفا حظه في لقب وزن الريشة الأوروبي، لكنه خسر بالنقاط أمام المقاتل الروسي أناتولي أليكساندروف. في يوليو، حصل ملاكم ثان في باريس سان جيرمان على فرصة لقب بطولة العالم، لكن باتريس عويسي انحنى للأرجنتيني مارسيلو دومينجيز بالضربة القاضية في الجولة التاسعة. بعد القتال، بدأت المشاكل بين المدير رينيه أكوافيفا والعويسي بسبب طريقة تدريب رينيه أكوافيفا. في المقابل، توج لورسي بطلاً لأوروبا في نهاية العام، حيث أطاح بالملاكم الروسي بوريس سينيتسين في الجولة السابعة. 

### اللقب العالمي وإغلاق القسم
في يناير 1997، أصبح خالد رحيلو بطل الوزالخفيف(رابطة الملاكمة العالمية) بعد فوزه على المقاتل الأمريكي فرانكي راندال في ناشفيل بالضربة القاضية الفنية في الجولة الحادية عشرة. كانت هذه هي المرة الأولى منذ ألفونس حليمي في عام 1997 التي يفوز فيها ملاكم فرنسي بلقب رابطة الملاكمة العالمية في الولايات المتحدة. في هذه الأثناء، واصل العويسي سقوطه بخسارة لقب الوزن المتوسط الأوروبي أمام الإنجليزي جوني نيلسون بالضربة القاضية الفنية في الجولة السابعة في فبراير 1997. 
بعد شهر، خاض بوبو لورسي محاولته الأولى في لقب وزن الريشة الفائق (منظمة الملاكمة العالمية) ضد الملاكم المكسيكي ارنلفو كاستيلو في هالي جورج كاربنتر(ساحة رياضية داخلية متعددة الاستخدامات) في باريس. انتهى القتال بالتعادل، على الرغم من سيطرة لورسي في الجولات النهائية. انتهت مباراة العودة في وقت لاحق من ذلك العام أيضًا بالتعادل. في غضون ذلك، توج ليفا أخيرًا بطلاً لأوروبا في أبريل، حيث تغلب على مواطنه موسى سانغاري بالضربة القاضية في الجولة السادسة. ثم احتفظ باللقب بفوزه على بوريس سينتسين بعد خمسة أشهر. في يوليو، دافع راحيلو بنجاح عن لقبه في رابطة الملاكمة العالمية، وهزم المقاتل الأمريكي مارتي ياكوبوفسكي بالضربة القاضية في الجولة السابعة. 
بين عامي 1992و 1997، فاز ملاكمو باريس سان جيرمان بست بطولات فرنسية وثلاث بطولات أوروبية وبطولة عالمية واحدة. ولكن على الرغم من فترته الذهبية، إلا أن رحيل المدير الفني الشهير رينيه أكوافيفا في صيف عام 1997 كان بمثابة إشارة إلى النهاية المبكرة لـ بي إس جي للملاكمة. بعد فترة وجيزة، قام النادي بحل أحد أقسامه الأكثر تتويجًا وإغلاق صالة الألعاب الرياضية للملاكمة في بارك دي برنسز بعدما اُصيبوا بخيبة أمل بسبب عدم وجود دعم من اتحاد الملاكمة الفرنسي.

## مرتبة الشرف
- </img> البطولات الفرنسية
  - الفائزون (٦) :

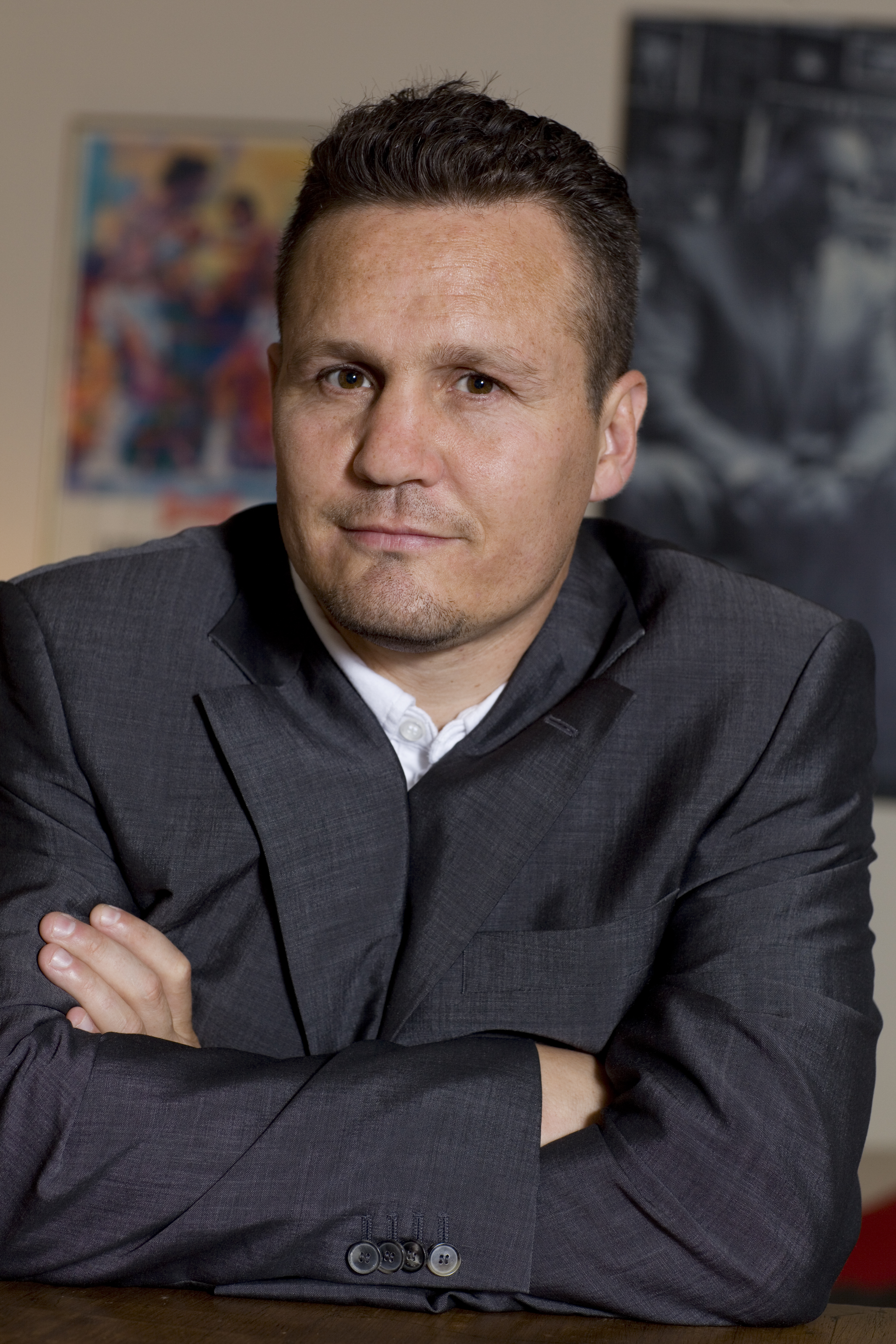
فاز جوليان لورسي بلقب وزن الريشة عام 1996 مع باريس سان جيرمان في البطولات الأوروبية.

    - باتريس عويسي (الوزن المتوسط 1994 ). [3]
    - جمال ليفا ( وزن الريشة السوبر 1994 ). [4]
    - خالد رحيلو ( 1994 وزن خفيف خفيف ). [5]
    - فيليب ديسافوي ( وزن الذبابة 1995). [6]
    - فيليب ميشيل ( 1995 الوزن الثقيل الخفيف ). [7]
    - فيليب ميشيل ( 1997 الوزن الثقيل الخفيف ). [7]

- </img> البطولات الأوروبية
  - الفائزون (٣) :
    - باتريس عويسي (الوزن المتوسط 1995). [8]
    - جوليان لورسي ( 1996 وزن الريشة الفائق ). [9]
    - جمال ليفا ( 1997 وزن الريشة السوبر ). [10]

- </img> بطولات العالم
  - الفائزون ١1) :
    - خالد رحيلو ( 1997 خفيف الوزن الخفيف ). [11]

## الملاكمون

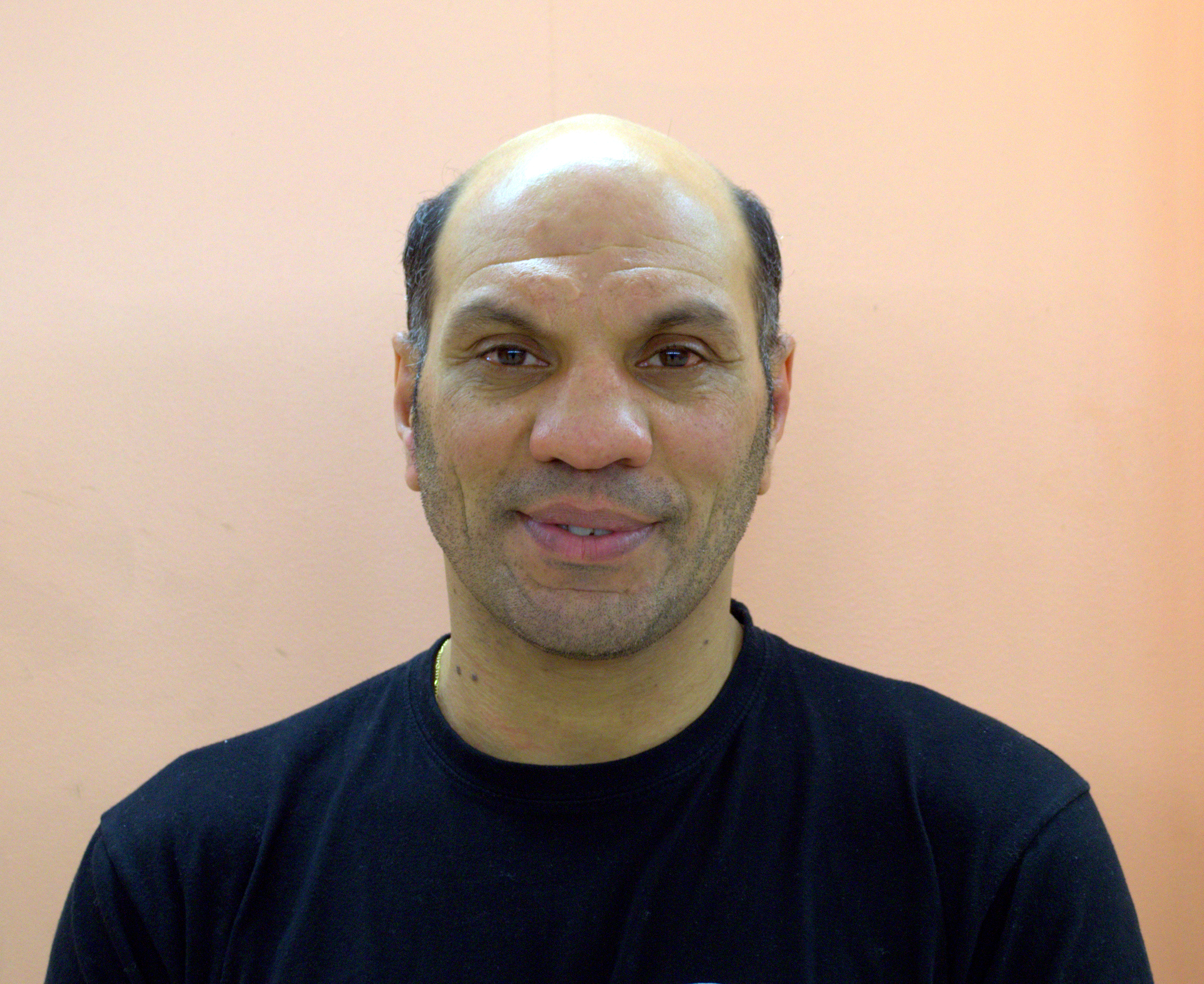
نجم الملاكمة السابق لنادي باريس سان جيرمان حسين شريفي.

اعتبارًا من موسم 1997. 
| </img> فيليب ديسافوي | وزن الذبابة          | 1993-1997 |
| </img> جمال ليفا     | وزن الريشة           | 1993-1997 |
| </img> جوليان لورسي  | وزن خفيف             | 1993-1997 |
| </img> حسين شريفي    | متوسط الوزن          | 1994-1997 |
| </img> باتريس عويسي  | الوزن الخفيف الثقيل  | 1993-1997 |
| </img> لودوفيك بروتو | الوزن المترهل        | 1994-1997 |
| </img> فيليب ميشيل   | الوزن الخفيف الثقيل  | 1994-1997 |
| </img> تشيمانغا مباي | الوزن المتوسط الفائق | 1994-1997 |
| </img> خالد رحيلو    | خفيف الوزن للغاية    | 1994-1997 |

## الموظفين والإدارة
اعتبارًا من موسم 1997. 
| رئيس       | </img> جان كلود بوتير | ١٩٩٢-1997 |
| مدير       | </img> رينيه أكوافيفا | 1993-1997 |
| مساعد مدير | </img> جيلبرت ديليه   | 1993-1997 |

## روابط خارجية
المواقع الرسمية
- باريس سان جيرمان. FR - موقع مكتب باريس سان جيرمان